# 大谷由里子
大谷 由里子（おおたに ゆりこ、旧姓・松岡、1963年2月21日 - ）は、フリーのプロデューサー。奈良県出身。
かつては吉本興業社員で、横山やすし・西川きよしの女性マネージャーとして知られている。

## 来歴
1985年に京都ノートルダム女子大学卒業後、吉本興業へ入社。やすし・きよしのマネージャーとなる。
マネージャー時代、「スター爆笑Q&A」に泥酔して出演した横山やすしに激怒し、セット裏でビンタを食らわす逸話で著名となり、伝説のマネージャーとして現在も語り草となっている。1988年に結婚のため退職し、翌年出産。結婚祝いにやすしから「贈り物は印象の強いものが思い出に残るやろ」という想いから、緑色の冷蔵庫をプレゼントされる。
1990年、現姓の大谷由里子名義でフリーのプロデューサーとして活動再開。クラヤ三星堂の新規事業プロジェクトのスタッフとなる。1991年にプラニングオフィス「有限会社SMS」を設立し、1994年に有限会社を株式会社に変更する。1998年には吉本興業とジョイントで「よしもとリーダーズカレッジ」を立ち上げ、2000年には吉本興業とプロデューサー契約締結し、吉本に契約社員として復帰したが、2003年に吉本興業を退社し、有限会社志縁塾（本社大阪市）を設立。人材教育を中心に会社・学校・官庁関係に対して営業を開始する。2006年、拠点を東京都中央区へ移転。同年3月9日に再婚・入籍。2009年9月、「はじめて講師を頼まれたら読む本（中経出版）」は、異例の15刷りを記録。2017年9月には、KADOKAWAより最新版としてリニューアルされる。著書は、「吉本興業「女マネージャー」奮戦記～そんなアホな!～」を初め35冊を数える。2020年7月21日に東京都中央区から岐阜県大垣市へ転居。
2020年8月7日、国民民主党の玉木雄一郎代表と記者会見を行い、次期衆議院議員総選挙に同党の公認候補として岐阜2区から立候補する意向を表明した。その後、立憲民主党と国民民主党が合流する新立憲民主党には参加しない議員らが、新たに結党した国民民主党に参加した。
2021年10月31日の第49回衆議院議員総選挙の投開票の結果、40,179票を獲得するも落選。重複立候補していた比例東海ブロックでも次点で落選。
2022年7月10日の第26回参議院議員通常選挙に大阪府選挙区から国民民主党公認で立候補。103,052票を獲得するも落選した。
2022年9月、企業向けの講演・研修活動を再開。36冊目となる著書、新装版の「元気セラピー（KKロングセラーズ）」は、TikTokにて140万回超の再生回数を記録。現在は、「心の元気の作り方」と題した講演・研修活動に拍車がかかり、企業・自治体、業界団体を中心に「自立・自走」をできる「人づくり」の支援を行う。
第27回参議院議員通常選挙に、国民民主党公認で比例区から立候補。2025年7月20日の投開票の結果、32,030票を獲得したが国民民主党の当選者7人に対し9位で落選。

## 政策・主張

### 憲法
- 憲法改正について、2022年のNHKのアンケートで「賛成」と回答[5]。

- 9条改憲について、2022年の毎日新聞社のアンケートで「改正して、自衛隊の存在を明記すべきだ」と回答[6]。9条への自衛隊の明記について、2022年のNHKのアンケートで「賛成」と回答[5]。

- 憲法を改正し緊急事態条項を設けることについて、2022年のNHKのアンケートで「賛成」と回答[5]。

### 外交・安全保障
- 敵基地攻撃能力を持つことについて、2022年のNHKのアンケートで「どちらかと言えば賛成」と回答[5]。

- 普天間基地の辺野古移設について、2022年の毎日新聞社のアンケートで「どちらかと言えば反対」と回答[6]。

- ロシアは2022年2月24日、ウクライナへの全面的な軍事侵攻を開始した[7]。日本政府が行ったロシアに対する制裁措置についてどう考えるかとの問いに対し、2022年のNHKのアンケートで「適切だ」と回答[5]。同年の毎日新聞社のアンケートで「制裁をより強めるべきだ」と回答[6]。

- 2022年6月7日、政府は経済財政運営の指針「骨太方針」を閣議決定した。NATO加盟国が国防費の目標としている「GDP比2％以上」が例示され、防衛力を5年以内に抜本的に強化する方針が明記された[8]。「防衛費を今後どうしていくべきだと考えるか」との問いに対し、2022年のNHKのアンケートで「ある程度増やすべき」と回答[5]。

### ジェンダー
- 選択的夫婦別姓制度の導入について、2022年のNHKのアンケートで「賛成」と回答[5]。

- 同性婚を可能とする法改正について、2022年のNHKのアンケートで「賛成」と回答[5]。

- クオータ制の導入について、2022年のNHKのアンケートで「賛成」と回答[5]。

### その他
- アベノミクスについて、2022年の毎日新聞社のアンケートで「評価するが、修正すべきだ」と回答[6]。

- 「原子力発電への依存度を今後どうするべきか」との問題提起に対し、2022年のNHKのアンケートで「今の程度でよい」と回答[5]。

- 国会議員の被選挙権年齢の引き下げについて、2022年の毎日新聞社のアンケートで「賛成」と回答[6]。

## 主な著書
- 『吉本興業女マネージャー奮戦記「そんなアホな！」』（扶桑社）朝日文庫、立東舎文庫で再刊
- 『他人を元気にすると自分も元気になれる魔法のルール』（マイナビ文庫）
- 『仕事で大事なルールは吉本興業で学んだ』（こう書房）
- 『オンナの敵はオンナ～男たちにも知ってほしい、働く女たちの現実～』（きずな出版）
- 『元気セラピー』 （KKロングセラーズ）
- 『また会いたいと思われる人になる』（WAVE出版）
- 『はじめて講師を頼まれたら読む本～最新版～』（KADOKAWA）
- 『はなし上手な人のアドリブの技術』（KADOKAWA）
- 『講師を頼まれたら読む「台本づくり」の本～DVD付き～』（KADOKAWA）
- 『吉本流 切り返し術 ああ言えば、こう言う！』（朝日文庫）
- 『他人を元気にすると自分も元気になれる魔法のルール』（マイナビ出版）
- 『ごきげんで生きる48の方法』（朝日新聞出版）
- 『「出会い力」の磨き方』 （PHP研究所）
- 『1通のクレームから必ずヒット商品が生まれる』 （アメーバブックス）
- 『会社って何やねん！？』（時事通信社）
- 『「仕事」、「子供」、『両立』ってどうやんねん？』 講談社
- 『元気をつくる「吉本流」コーチング』ディスカヴァー・トゥエンティワン
- 『あなたを幸せにする魔法の質問』 （主婦の友社）
- 『20代夢のカンヅメ』 (ザ・マサダ)
- 『元気が出るセオリー』 （廣済堂出版）
- 『よけいなひと言ハンドブック』（中経出版・中経の文庫）
- 『その言葉、口に出す前に3つ数えなさい』（中経出版）
- 『オンナのキメ！ 言葉』（全日出版）
- 『弱ったときこそ浪速女の底力』（書肆侃侃房）

## 大谷由里子を演じた女優
- 高橋由美子『俺は浪花の漫才師　笑わせまっせ泣かせまっせ! 波瀾万丈の51年を生きた最後の芸人』（TBS、1997年1月27日放送）- 横山やすし追悼ドラマ[9]

## 選挙歴
| 当落 | 選挙                     | 執行日         | 年齢 | 選挙区       | 政党         | 得票数     | 得票率 | 定数 | 得票順位 /候補者数 | 政党内比例順位 /政党当選者数 |
| ---- | ------------------------ | -------------- | ---- | ------------ | ------------ | ---------- | ------ | ---- | ------------------ | ---------------------------- |
| 落   | 第49回衆議院議員総選挙   | 2021年10月31日 | 58   | 岐阜県第2区  | 旧国民民主党 | 4万179票   | 24.31% | 1    | 2/3                | 2/1                          |
| 落   | 第26回参議院議員通常選挙 | 2022年07月10日 | 59   | 大阪府選挙区 | 国民民主党   | 10万3052票 | 2.76%  | 1    | 8/16               | /                            |
| 落   | 第27回参議院議員通常選挙 | 2025年07月20日 | 62   | 参議院比例区 | 国民民主党   | 3万2030票  |        | 1    | 9/19               | 9/7                          |

## 関係人物
- 林正之助
- 林裕章
- 中邨秀雄
- 木村政雄（かつての上司）
- 大﨑洋（同上）
- 横山やすし
- 宮川大助・花子
- ナインティナイン
- 雨上がり決死隊
- 吉本印天然素材
- 宮之原明子（教え子）